# Natalie (Bruno Mars)
Natalie è un brano musicale del cantante Bruno Mars, pubblicato il 7 dicembre 2012 ed incluso nel suo secondo album in studio Unorthodox Jukebox. La canzone è stata scritta e prodotta dai The Smeezingtons, Paul Epworth e Benny Blanco.

## Il brano

### Testo
La canzone parla di una ladra di gioielli il cui nome è Natalie, e nel contenuto lirico è emerso che la donna ha rubato i soldi di Mars e fuggì, e lui nel frattempo stava tramando una vendetta omicida contro di lei. Nella sua prima intervista sul canale MTV il cantante ha detto: Tutti continuano a chiedermi chi è questa Natalie: e, si sa, come cantautore so come funziona, è iniziato tutto quando una ragazza mi ha rubato l'orologio, e da allora mi è venuta l'idea, ho trasformato la ragazza in una ragazza chiamata Natalie prendendo alle estreme conseguenze.

## Critica
Il singolo è stato accolto da recensioni piuttosto positive dalla maggior parte dei critici musicali e dalle più importanti riviste in questo campo: Emily Tan di Idolator ha paragonato, per l'ennesima volta, la canzone a un grande successo del re del pop Michael Jackson, cioè Billie Jean, riscontrando in esse la stessa angoscia e l'aria di rammarico contenuti nei due brani; gli scrittori della rivista ING hanno ipotizzato che il singolo possa essere il sequel spirituale di Grenade, facendo riflettere sul fatto che quella delle due canzoni potrebbe essere la stessa ragazza.

## Classifiche
| Classifica (2014) | Posizione massima |
| ----------------- | ----------------- |
| Nuova Zelanda     | 28                |
| Stati Uniti       | 55                |